# Repubblica Socialista Sovietica Autonoma Kirghisa (1926-1936)
La Repubblica Socialista Sovietica Autonoma Kirghisa (in russo Киргизская АССР?; in kirghiso Кыргыз Автономиялуу Социалисттик Советтик Республикасы?, Kırgız Avtonomiyaluu Sotsialisttik Sovettik Respublikası) era una repubblica autonoma dell'Unione Sovietica all'interno della Repubblica Socialista Federativa Sovietica Russa esistente dal 1926 al 1936.
La RSSA Kirghisa fu creata l'11 febbraio 1926 nell'ex regione dell'Asia centrale sovietica, all'interno della RSFS Russa, quando l'oblast' autonoma kirghisa fu riorganizzata come RSSA. Il 5 dicembre 1936 divenne la RSS Kirghisa, una delle repubbliche costituenti dell'Unione Sovietica.